# 혹성탈출 (소설)
《혹성탈출》(惑星脫出, 프랑스어: La Planète des singes)은 프랑스의 SF 소설이다. 작가는 피에르 불이며 1963년 발매되었다.

## 줄거리
지구에서 출발한 세 사람이 항성 베텔게우스 주위를 도는 한 행성을 방문하는데, 그들은 침팬지나 고릴라, 오랑우탄과 같은 대형 유인원이 지능을 갖추고 문명화된 우점종이며, 반면에 인간은 야만적이고 동물 같은 상태에 놓여있는 현실을 목격하게 된다는 이야기를 담고 있다.

## 영화
- 《혹성탈출 영화 시리즈》